# Ca' Bernardo (San Polo)
Ca' Bernardo è un palazzo di Venezia, situato nel sestiere di San Polo, poco distante da Campo San Polo. Si affaccia sul Riel Sant'Antonio e sul Rio di San Polo.

## Storia
Risalente al XV secolo, il palazzo era nobile sede della famiglia Bernardo. Fu fatto affrescare internamente nel Settecento. 
Conserva ancora la sua funzione di residenza privata. Il pian terreno fu sede della Società Musiva Veneziana dal 1876 al 1913.

## Descrizione
Edificio di tre piani più un ammezzato nel sottotetto, Ca' Bernardo è una delle facciate più rappresentative ed eleganti del gotico veneziano: si caratterizza per la presenza di due piani nobili con quadrifora a sesto acuto al centro. Di particolare pregio sono i preziosi capitelli, scolpiti con motivi floreali e gli altri decori delle cornici delle quadrifore.
Il portale d'ingresso sul canale, al centro, presenta un'interessante impostazione ad arco sovrastato da due oculi. All'interno sono ancora conservati gli affreschi del Settecento, al secondo piano nobile.

Particolari fotografati da Paolo Monti, 1969
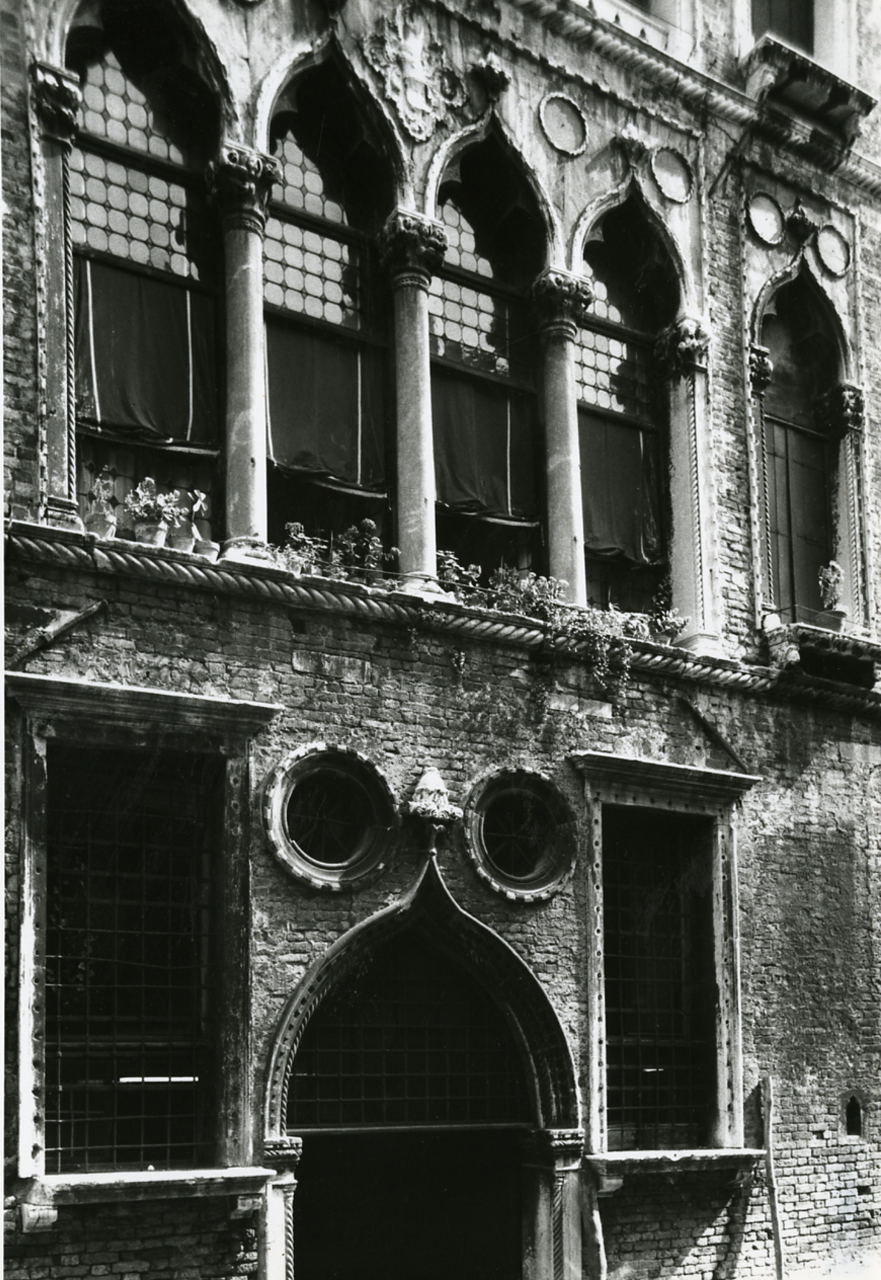
Quadrifora sopra la porta d'acqua
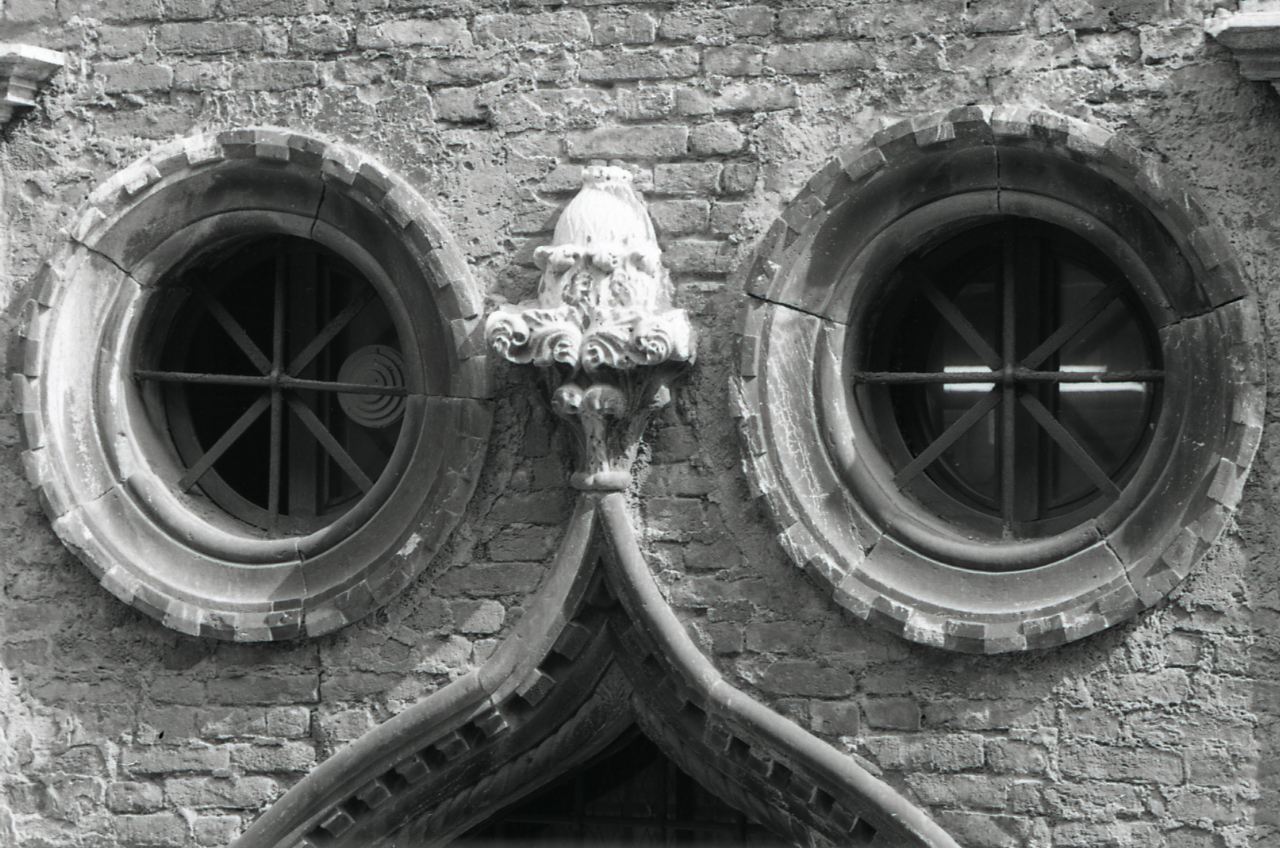
Oculi